# John Nicholson (pilote automobile)
Pour les articles homonymes, voir John Nicholson et Nicholson.
Pas d'image ? Cliquez ici
John Nicholson, né le 6 octobre 1941 à Auckland et mort le 19 septembre 2017, est un pilote automobile néo-zélandais qui a notamment disputé un Grand Prix de Formule 1 sur Lyncar en 1975.

## Biographie
John Nicholson, pilote amateur a commencé à courir sur une Brabham BT18. En 1973, et 1974, Nicholson dispute le championnat Atlantic sur une March puis sur une Lyncar et remporte à deux reprises le championnat. Parallèlement à sa carrière de pilote, il côtoie le monde de la F1 en préparant à partir de 1973 des blocs Cosworth pour le compte de l’écurie McLaren Racing. Persuadé de pouvoir briller en Formule 1, il parvient à convaincre Martin Slatter, fondateur de Lyncar, de lui construire un châssis de F1 sur lequel il montera un Cosworth de sa préparation.
La Lyncar 006 du Pinch Ltd permet à Nicholson de décrocher une 6e place lors de la Race of Champions hors-championnat. La monoplace doit faire ses débuts en championnat du monde lors du Grand Prix de Belgique 1974 mais ne confirme pas son engagement. C’est en Grande-Bretagne, quelques Grands Prix plus tard, qu’elle fait ses premiers tours de roues en compétition officielle, mais Nicholson ne réussit que le 31e temps des qualifications (sur 35 engagés), à 1s 2 du 25e et dernier qualifié.
L’année suivante, toujours en Grande-Bretagne, Nicholson retente l’aventure et parvient à se qualifier en 26e et dernière position à 3s 5 de Tom Pryce qui signe sa première pole position. Nicholson est victime d’un accident au 51e tour de l’épreuve (comme quinze autres concurrents !) et se classe 17e à 5 tours du vainqueur Emerson Fittipaldi. L’aventure en championnat du monde s’arrête là pour Lyncar.
Nicholson, qui a ses entrées chez McLaren, pense pouvoir obtenir le volant d'une M23 pour la saison 1976 mais il échoue et doit se rabattre sur les championnats de Formule 2 et de Formule 5000 qu'il dispute de conserve. À la recherche de résultats qui ne viendront jamais, Nicholson quitte la compétition automobile en 1978.
Il meurt en septembre 2017 à 75 ans en Nouvelle-Zélande.

## Résultats en championnat du monde de Formule 1
| Saison | Écurie          | Châssis    | Moteur      | Pneus    | GP disputés | Points inscrits | Classement |
| ------ | --------------- | ---------- | ----------- | -------- | ----------- | --------------- | ---------- |
| 1975   | Pinch Plant Ltd | Lyncar 006 | Cosworth V8 | Goodyear | 1           | 0               | Non classé |